# Takaba
Takaba est un village, le chef-lieu de la commune de Soumpou, dans le cercle de Yélimané dans la région de Kayes au sud-est du Mali.

## Source
- (en) Cet article est partiellement ou en totalité issu de l’article de Wikipédia en anglais intitulé « Takaba » (voir la liste des auteurs).